# Customer Journey
Dieser Artikel wurde aufgrund inhaltlicher und/oder formaler Mängel auf der Qualitätssicherungsseite des Portals Wirtschaft eingetragen. 
Du kannst helfen, indem du die dort genannten Mängel beseitigst oder dich an der Diskussion beteiligst.

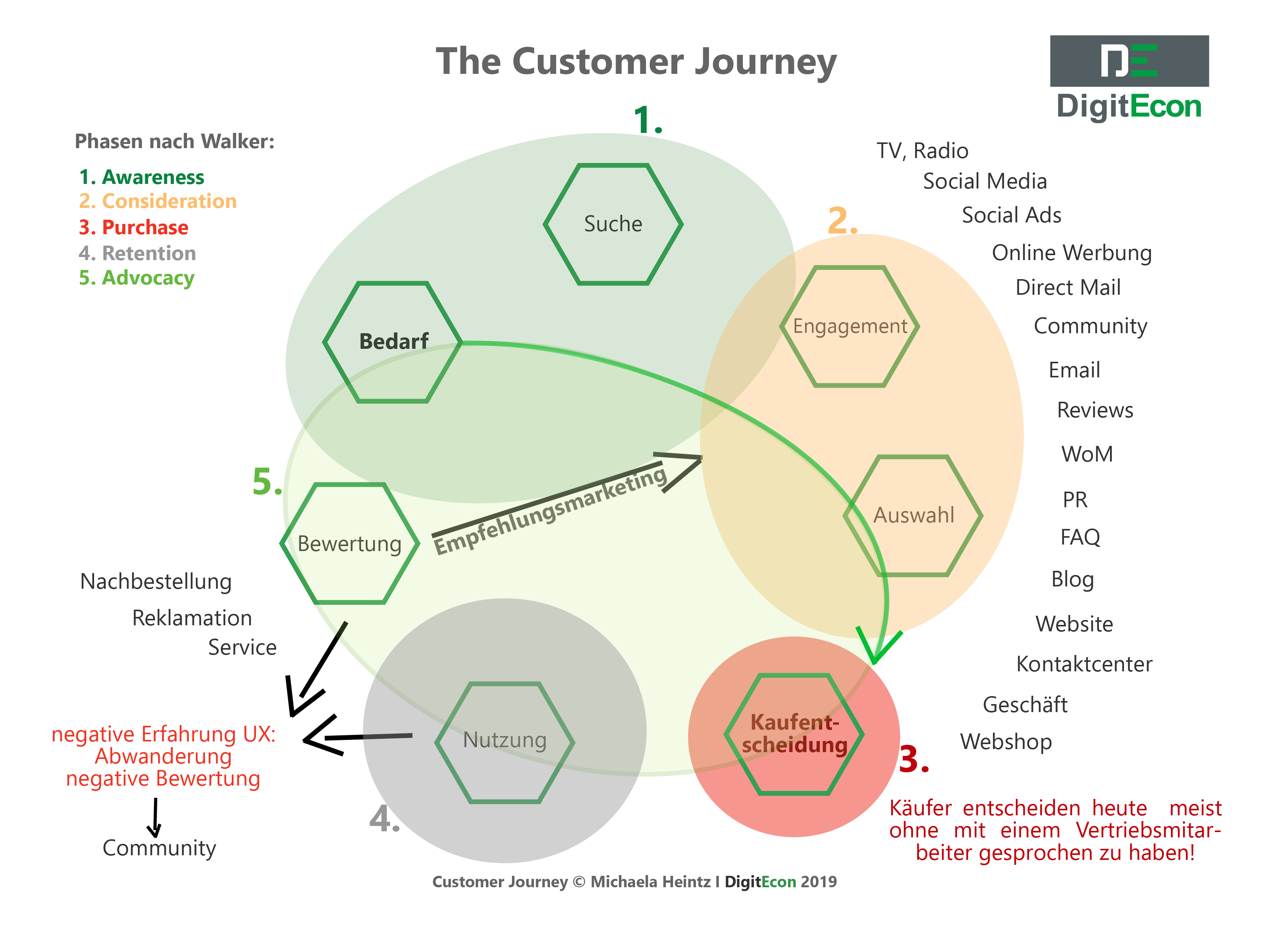
Costumer Journey Map

Customer Journey (ugs. zu dt.: Die Reise des Kunden) ist ein Begriff aus dem Marketing und bezeichnet den Weg, bzw. die einzelnen Zyklen, die ein potenzieller Kunde durchläuft, bevor er sich für den Kauf eines Produktes entscheidet. Aus Sicht des Marketing bezeichnet die Customer Journey alle Berührungspunkte (Touchpoints) – sowohl online, als auch offline – eines Konsumenten mit einer Marke, einem Produkt oder einer Dienstleistung. Hierzu zählen nicht nur die direkten Interaktionspunkte zwischen Kunden und Unternehmen (Anzeige, Werbespot, Webseite usw.), sondern auch die indirekten Kontaktpunkte, an denen die Meinung Dritter über eine Marke, ein Produkt oder eine Serviceleistung eingeholt wird (Bewertungsportale, Userforum, Blog usw.). Kunden informieren sich zunehmend über diese indirekten Kontaktpunkte, welche von den Unternehmen nicht unmittelbar beeinflusst werden können. Ein tiefgehendes Verständnis der gesamten Customer Journey (inkl. direkter und indirekter Kontaktpunkte) ist Grundvoraussetzung für eine kundenorientierte Marketing- und Vertriebsausrichtung.

## Überblick
Die Customer Journey wird häufig in verschiedene Phasen unterteilt, wobei über die genaue Einteilung kein einheitlicher Konsens besteht. In der Regel werden drei oder mehr Phasen unterschieden.
Vorkaufphase
Durch einen Impuls oder Trigger entsteht in dieser Phase der Kaufwunsch oder das Bedürfnis des Kunden. Ausgangspunkt kann beispielsweise ein kaputtes Produkt sein, welches ersetzt werden soll, die technische Verbesserung eines bereits genutzten Produkts oder die Empfehlung eines Bekannten. Nach dem initialen Impuls informiert sich der Kunde über verschiedene Anbieter und Alternativen. In einigen Modellen wird daher auch zusätzlich zwischen der Impulsphase (oft „Awareness“) und der Informationsphase („Consideration“ oder „Favorisierung“) unterschieden.
Transaktionsphase
Nach der Entscheidung für einen Anbieter oder ein Produkt folgt die Transaktions- oder Kaufphase („Purchase“), welche die Kaufabwicklung und Prozesse wie Lieferung, Installation etc. enthält.
Nachkaufphase
In der Nachkaufphase nutzt der Kunde das Produkt oder die Dienstleistungen und sammelt hierbei eigene Erfahrungen. Diese Erfahrungen können durch Rezensionen, Beiträge in sozialen Medien und persönliche Weiterempfehlungen stark das Kaufverhalten anderer potenzieller Kunden beeinflussen. Die Betrachtung und Einbeziehung dieser Nachkaufphase stellt gleichzeitig auch eine Abgrenzung der Customer Journey zu anderen Modellen wie dem Purchase-Funnel dar. Kundenbindung („Retention“) und die freiwillige Weiterempfehlung („Advocacy“) sind wichtige Bestandteile dieser Phase.
Während der Begriff hauptsächlich im Kontext des Online-Marketing benutzt wird, umfasst der Begriff „Customer Journey“ vielmehr alle Touchpoints eines Kunden mit einem Unternehmen oder Produkt und beschränkt sich daher nicht zwangsläufig auf digitale Kanäle.
Aus Sicht des Marketingaspektes fallen unter Touchpoints sowohl Kontakte, die durch Werbung entstehen, als auch die unmittelbar mit der Nutzung eines Produktes beziehungsweise einer Dienstleistung im Vorfeld einer Kaufentscheidung entstandenen Kontakte. Die Customer Journey kann im Marketing und der Kommunikation, besonders in digitalen Kanälen, dazu eingesetzt werden, um Streuverluste zu minimieren sowie die Kommunikation effizienter zu gestalten (im Fachjargon: Conversionrate-Optimierung).

## Ziel/Nutzen
Die Customer Journey ist besonders im Online-Marketing bzw. digitalen Kanälen interessant, da hier das Verhalten der Konsumenten mithilfe von Trackingtechnologien genau abgebildet werden kann. Die Technologie der Customer-Journey-Analyse liefert den konkreten Nutzen, alle Kontaktpunkte, die durch Werbung entstehen, aufzudecken. Mit den daraus gewonnenen Erkenntnissen ist es möglich, Wirkungszusammenhänge zwischen den Kanälen und Kontaktpunkten aufzudecken und daraus Optimierungspotenziale abzuleiten. Zusammenhängende Wirkungen können sowohl in Form von Synergie- als auch Kannibalisierungseffekten auftreten.
Mit den Erkenntnissen einer Customer-Journey-Analyse soll weiter auch geklärt werden, ob der letzte Kontaktpunkt alleine für einen Kauf eines Produktes ausschlaggebend war oder dieser durch ein Zusammenspiel, bzw. eine bestimmte Abfolge mehrerer Kontakte und Kanäle entstand. Dies ist möglich, da mit der Customer Journey nicht nur der letzte Kontaktpunkt erfasst wird, sondern die Betrachtung auf alle Kontaktpunkte im Medium Internet fällt. Weiter ist auch von Bedeutung, was für eine Wirkung die Kanäle aufeinander haben, beziehungsweise ob sie voneinander abhängig sind. Mit der Erforschung der Customer Journey werden neue Erkenntnisse über das Verhalten und die Präferenzen der Zielgruppe bezüglich der Nutzung und Reaktionen auf Werbung im Internet gewonnen. Der neue Wissensstand hilft werbetreibenden Unternehmen und Agenturen, Mediabudgets auf die einzelnen Kanäle besser zu verteilen und die Effizienz aller Aktivitäten eines Unternehmens im Online-Marketing zu verbessern.
Proaktive Kommunikation ist eine Strategie für den gesamten Lebenszyklus der Kundenbeziehung zum Steigern der Kundentreue. Dazu gehören Opt-in-Benachrichtigungen und Chats, einfache Erreichbarkeit in sozialen Medien und Kontaktmöglichkeiten über mehrere Kommunikationskanäle. Die Strategie wird in allen Phasen des Kundenlebenszyklus angewendet. Das Ziel einer proaktiven Kundenkommunikation besteht darin, jede Interaktion vorauszuahnen (antizipieren) und zu optimieren, um sie effizient zu gestalten und für jeden Kunden zu personalisieren.
Darüber hinaus gewinnen Verfahren an Bedeutung, die digitale Kanäle (z. B. Werbung im Internet) und das gesamte Spektrum sogenannter Offline-Kontaktpunkte (z. B. TV-Werbung, Sponsoring, Word of Mouth etc.) gleichermaßen abbilden – und zwar aus Kundenperspektive. Die Herausforderung ist, alle Kanäle und Touchpoints in einem Messsystem und in ein und derselben Maßeinheit zu erfassen. Hier kommen integrierte Ansätze ins Spiel, die sich nicht ausschließlich auf den Online-Bereich konzentrieren, sondern eine vergleichbare „Währung“ über alle Kontaktpunkte mit einer Marke schaffen.

## Funktion
Die Customer-Journey-Analyse setzt eine exakte Datenspeicherung über das Verhalten der Konsumenten voraus, um eine valide Erhebung generieren zu können. Zurzeit wird Tracking in der Regel per Cookies durchgeführt. Hierbei ist es wichtig zwischen „Session-Cookies“ und „persistenten Cookies“ sowie „First-Party-Cookies“ und „Third-Party-Cookies“ zu unterscheiden. Die Informationen über Kontaktpunkte werden zentral in einer Datenbank gespeichert. Weitere Online-Tracking-Methoden für das Verhalten des Konsumenten sind Digital Fingerprinting oder Event Tracking.
Die Wiedererkennung von Kunden in der „Offline“-Welt wird über Kundenkarten und Bonusprogramme wie Payback versucht, aber auch über iBeacons, welche die Mobilgeräte der Besucher identifizieren. Das Verhalten des Käufers außerhalb des Internet vervollständigt die Darstellung seiner Customer Journey. Behindert wird dieser Ansatz durch das Bestreben vieler Konsumenten, möglichst wenig über sich preiszugeben, oder mindestens eine Gegenleistung dafür zu erwarten.

## Begriffliche Abgrenzung
Mit dem Begriff Customer Journey werden auch andere Themenbereiche assoziiert, welche aber nicht konkret denselben Nutzen widerspiegeln, aber dennoch eine Verbindung aufweisen.
- Online-Customer-Experience bezeichnet primär die Online-Schnittstelle im technischen Sinne, was darauf abzielt das Navigationsverhalten eines Webseitenbesuchers und alle Interaktionen zu optimieren.
- Customer Care ist das Management von Bestandskunden mit dem wesentlichen Teil des kundenorientierten Serviceangebots und dem Ziel eine möglichst lange und zufriedenstellende Kundenbeziehung aufzubauen.
- Touchpoint-Analyse beschreibt alle Kontaktpunkte eines Käufers mit einer Marke, einem Produkt und einer Dienstleistung, egal ob der Kontakt vor, während oder nach dem Kauf entsteht.
- Purchase-Funnel dient zur Optimierung der Conversion (Umwandlungsrate) auf der Webseite. So genannte Conversionpfade bilden die Bewegungen der Besucher entlang festgelegter Strecken (Klickfolgen) ab.
- Multi-Channel-Management bezeichnet den parallelen Einsatz mehrerer Marketingkanäle zur Leistungserbringung sowie dem Aufbau und der Pflege von Kundenbeziehungen.

## Risikobetrachtung
Die Schwierigkeiten bei der Messung einer Customer Journey ergeben sich aus der technischen Spezifikation des Mess-Systems. Damit ist das aktuell im Markt eingesetzte Trackingsystem über Cookies gemeint. Die Entwicklungen im Bereich Internet zeigen, dass sich dieses System alleine langfristig nicht mehr behaupten kann, um valide Datenmessungen durchführen zu können. Es werden zusätzliche Mess-Systeme benötigt, die fehlende Informationen an Daten ergänzen.
Die aktuellen Herausforderungen in Marketing, Kommunikation und Vertrieb zeigen, dass eine ausschließlich auf Trackingdaten basierende Messung der Customer Journey nicht ausreicht. Es geht darum, kanalübergreifende Fragen zu beantworten: Z. B. wie effizient ist die Printkampagne eines Unternehmens im Vergleich zum Auftritt in den sozialen Medien, welche Rolle spielt die persönliche Empfehlung im Kaufentscheidungsprozess etc.?
Hier helfen, wie oben beschrieben, integrierte Ansätze weiter, die alle Aktivitäten eines Unternehmens erfassen – egal ob online oder offline. Zwar wirkt eine Fokussierung auf Online-Kontaktpunkte oft einladend, da diese mittels Trackingsystemen einfach zu messen sind. Aber eine reine „Digital Journey“ gibt den Gesamtprozess nur lückenhaft wieder, da viele Interaktionen mit einer Marke offline stattfinden.